# 花もて語れ
『花もて語れ』（はなもてかたれ）は、片山ユキヲ（朗読協力・朗読原案：東百道）による日本の漫画。『月刊!スピリッツ』（小学館）で2010年6月号から2012年2月号にかけて連載（先行読切の第0話は2010年3月号に掲載）の後、掲載誌を『ビッグコミックスピリッツ』に移して2012年25号から2014年35号にかけて連載された。

## 概要
朗読をテーマとした漫画。新社会人として上京した佐倉ハナが、朗読教室と出会い、徐々にその魅力に目覚めていく成長物語。作中では実在の文学作品が登場し、「声に出して文学作品を読むためには、その意味を正確に把握しておく必要がある」という観点から、登場人物が文学作品の意味を読み解いて行き、朗読シーンでその解釈が明かされるという手法を取っている。
単行本第4集まで（第19話まで、月刊連載分にあたる）を「第一部」、第8集まで（第60話まで）を「第二部」、以降を「第三部」としている。また、第11集から（第82話から）を「最終章・コンクール編」としている。

## あらすじ
小学1年生の佐倉ハナは、引っ込み思案で口下手だが、想像力豊かで、雲を見ながら空想するのが好きな少女。両親を亡くして、地方に住む伯母に引き取られたハナは、その性格と方言の壁のせいで、先生とも友達ともまともに話すことができない。そんな中、ハナが出会ったのが、教育実習生としてやってきた折口柊二であった。学芸会でナレーション役を務めることになったハナに朗読の才能を見い出した柊二は、ハナに朗読の手ほどきをする。その後、ハナは朗読と出会う機会はなく、柊二との思い出は遠いものとなっていったが、22歳になって上京し、ハナは再び朗読と出会うことになる。

## 登場人物
佐倉 ハナ（さくら ハナ）
本作の主人公。ムーンリバーコーヒーの新入社員で22歳。就職を機に上京し、現在は一人暮らしをしている。極度の人見知りで口下手。加えて何ごとも不器用。慣れない相手の前では、小声でしか話すことが出来ない。しかしその反面、豊かな想像力を持ち、ひとたび文学作品の登場人物や作者の気持ちを掴めば、まったく別の一面を発揮する。ふとした偶然から、仕事の傍ら藤色朗読教室に通うことになる。
佐左木 満里子（ささき まりこ）
ハナの勤務先の取引先である大手ファミレスチェーン・レッドベリーの社長令嬢。高校2年生の時に経験した妹の死と、その際に連絡を絶って逃げ出した父親への不信感が後々トラウマとなり、就職活動を続けていた大学4年生から、5年にわたって引きこもり生活を続ける。引きこもり生活中は、妹の影響で本ばかり読んでいた。父が連れてきたハナの朗読がきっかけで外に出るようになり、ハナと共に藤色朗読教室に通うようになった。文学作品を分析的に読み込む姿勢を、朗読教室を主催する藤色きなりが高く評価している。現在26歳。上京したハナにとって、一番の親友。
藤色 きなり（ふじいろ きなり）
プロの朗読家として活動する傍ら、藤色朗読教室を主宰する。公民館やカルチャースクールで6つの教室を受け持つが、それらを卒業したメンバーに対し、自宅兼教室を開放し、朗読の指導を行っている。自宅兼教室に偶然、見学に訪れたハナが朗読する仕草からハナの才能を見抜き、以来ハナの朗読を指導している。柊二とはかつて、きなりの父の下で共に朗読を習った兄弟子・妹弟子の関係。
折口 柊二（おりぐち しゅうじ）
小学1年生のハナに初めて朗読の手ほどきをした人物。本来、ハナが通う小学校の教育実習生だったが、教育実習のカリキュラムはサボってしまい、ハナに朗読の手ほどきをしただけで去っていった。現在は、自身は朗読をしていないが、全日本朗読文化協会が行っている大きな朗読会「朗読の日」で演出家を務めている。
山吹（やまぶき）
藤色朗読教室の受講生。小さな劇団の役者で、演技の勉強の一環として朗読を習っている。
アカネ
藤色朗読教室の受講生。本業はキャバクラ嬢で、朗読はあくまで趣味。朽葉のボケに突っ込むのが役割。
若竹（わかたけ）
藤色朗読教室の受講生で、本業は総合病院の事務職。アカネが言うには、7年前は「睡眠薬」と呼ばれるほど、その朗読は退屈であった。現在の朗読の実力は不明。
朽葉（くちば）
藤色朗読教室の受講生。職業は学者とも文筆業とも本人は言っているが、それが本当なのかどうかは不明。
佐倉 遥
ハナの伯母で、ハナの両親の死後、ハナを引き取って女手一つで育てた人物。ハナが上京する際には、ハナのことを大変に心配し、たびたび携帯電話に連絡してくるほか、お米などの食材をしばしば送っている。独身を通しているが、9年間付き合っているカレシ（五十嵐）がいる。
真壁人事部長
ハナの勤め先であるムーンリバーコーヒーの人事部長。ハナたち新入社員の研修を担当する。取引先であるレッドベリーの佐左木社長に「朗読が得意と言っている新入社員がいる」と話し、ハナが満里子と出会うきっかけを作った人物である。
佐左木社長
ハナが勤務するムーンリバーコーヒーの売り上げ25%を占める、大口取引先である大手ファミレスチェーン・レッドベリーの創業者で現社長。5年にわたって引きこもり生活を続ける娘の満里子を心配し、あらゆる手を講じたが実らず、ムーンリバーコーヒーの人事部長に相談をした。一時は引きこもっていた満里子を心配するあまり憔悴しきっていたが、彼女が外へ出るようになってからは一代で大手ファミレスチェーンを築いた社長としての豪放磊落な面を取り戻し、その姿は別人と言っていいほど異なる。
天城 龍夫（あまぎ たつお）
SCM（サプライチェーンマネジメント）本部調達チームに配属されたハナの教育担当（OJT）。「何かが見捨てられてんのが苦手」な性格で、会社の食堂で取引先から贈られて花の終わった胡蝶蘭などに水をやっている。幼少時、姉とともに母親、父親の双方から捨てられ、父の愛人であった女性に育てられた。
五十土 園子（いかづち そのこ）
かつて柊二やきなりと共に、きなりの父の下で朗読を習った女性。10年近くを海外で過ごし、朗読からも離れていたが、帰国してハナと共に朗読コンクールに出場する。

## 作中での主な朗読作品
- ブレーメンの音楽隊（グリム童話）（第0話）
- やまなし（宮沢賢治）（第2 - 6話）
- 春と修羅（宮沢賢治）（第7話）
- ぼろぼろな駝鳥（高村光太郎）（第8話）
- 花咲き山（斉藤隆介）（第9 - 15話）
- トロッコ（芥川龍之介） （第16話 - 第19話）
- ごん狐（新美南吉） （第20話）
- 麦藁編む子の唄（金子みすゞ） （第21話）
- 黄金風景（太宰治）（第22話 - 第28話）
- 野ばら（小川未明） （第29話 - 第32話）
- おきなぐさ（宮沢賢治） （第33話 - 第48話）
- 注文の多い料理店（宮沢賢治） （第38話 - 第60話）
- 皿（火野葦平） （第64話 - 第70話）
- ぽっぽのお手帳（鈴木三重吉） （第73話 - 第78話）
- 風博士（坂口安吾） （第83話 - 第90話）
- 瓶詰地獄（夢野久作） （第91話 - 第100話）
- 蜜柑（芥川龍之介） （第103話 - 第109話）
- 小さき者へ（有島武郎） （最終話）

## 主な参考文献
- 東百道『朗読の理論』（木鶏社、2008年） ISBN 978-4434115615
- 東百道『宮澤賢治の視点と心象』（木鶏社、2012年）ISBN 978-4434167812

## 書誌情報
- 片山ユキヲ『花もて語れ』小学館（ビッグコミックススペシャル）
  1. 2010年9月30日発売[6] ISBN 978-4-09-183398-3
  2. 2011年3月30日発売[6] ISBN 978-4-09-183789-9
  3. 2011年9月30日発売[6] ISBN 978-4-09-184105-6
  4. 2012年3月30日発売[6] ISBN 978-4-09-184419-4
  5. 2012年8月30日発売[6] ISBN 978-4-09-184709-6
  6. 2012年11月30日発売[6] ISBN 978-4-09-184826-0
  7. 2013年2月28日発売[6] ISBN 978-4-09-185089-8
  8. 2013年5月30日発売[6] ISBN 978-4-09-185301-1
  9. 2013年8月30日発売[6] ISBN 978-4-09-185475-9
  10. 2013年11月29日発売[6] ISBN 978-4-09-185725-5
  11. 2014年2月28日発売[6] ISBN 978-4-09-186087-3
  12. 2014年6月30日発売[6] ISBN 978-4-09-186282-2
  13. 2014年9月30日発売[6] ISBN 978-4-09-186283-9